# Emil Willer
Emil Willer (* 1. September 1932 in Kiel) ist ein ehemaliger deutscher Boxer. Er war deutscher Meister 1956 im Halbschwergewicht und 1959 im Schwergewicht.

## Werdegang
Emil Willer erlernte als Jugendlicher den Beruf eines Schlossers und begann 1947 in seiner Heimatstadt Kiel mit dem Boxen. Als Erwachsener wog er immer etwas mehr als 80 kg und boxte deshalb im Halbschwergewicht. Später wechselte er in das Schwergewicht. 1951 wurde er erstmals schleswig-holsteinischer Landesmeister im Halbschwergewicht. Diesen Titel errang er in der Folgezeit noch mehreremale. 1954 wechselte Willer aus beruflichen Gründen nach Leverkusen und boxte von da an für Bayer Leverkusen. 
Im Jahre 1955 kam er bei der deutschen Meisterschaft der Senioren im Halbschwergewicht bis in das Halbfinale. In diesem traf er auf Erich Schöppner aus Witten, gegen den er nach Punkten unterlag. Schöppner wurde noch im gleichen Jahr auch Europameister der Amateure.
Im Jahre 1956 gelang Willer im Finale der deutschen Meisterschaft im Halbschwergewicht ein Punktsieg über Altmeister Helmut Pfirrmann aus Weinheim. Damit wurde er erstmals deutscher Meister. Bei der sich anschließenden Ausscheidung zwischen den Vertretern aus der BRD und der DDR für die gesamtdeutsche Olympiamannschaft für die Olympischen Spiele in Melbourne hatte er ausgesprochenes Pech, da er sich gleich in seinem ersten Kampf gegen Hans Roback aus Cottbus verletzte und aufgeben musste.
Seinen zweiten deutschen Meistertitel gewann Willer im Jahre 1959. Im Schwergewicht siegte er dabei über Emil Herrmann aus Recklinghausen durch Abbruch in der 1. Runde.
Willer vertrat die Bundesrepublik Deutschland ab 1953 auch in einigen Länderkämpfen. Er machte dabei immer eine gute Figur und gewann auch die meisten dieser Kämpfe. 1953 besiegte er z. B. in solch einem Länderkampf den späteren englischen Profiboxer und Herausforderer von Muhammad Ali Henry Cooper nach Punkten. 1960 qualifizierte er sich für die Teilnahme an den Olympischen Spielen in Rom. Er startete dort im Halbschwergewicht und traf gleich in seinem ersten Kampf auf den mehrfachen polnischen Europameister Zbigniew Pietrzykowski, dem er mit 0:5 Richterstimmen nach Punkten unterlag. Er verpasste damit den Einzug in das Viertelfinale und landete zusammen mit allen Verlierern des Achtelfinales auf dem 9. Platz. Pietrzykowski erreichte dann das Finale, in dem er gegen Cassius Clay (Muhammad Ali) unterlag. 
Willer ist nie Profiboxer geworden.

## Internationale Meisterschaften
| Jahr | Platz | Wettbewerb               | Gewichtsklasse |                                                                                |
| 1960 | 9.    | Olympische Spiele in Rom | Halbschwer     | nach Punktniederlage (0:5) im Achtelfinale gegen Zbigniew Pietrzykowski, Polen |

## Deutsche Meisterschaften
| Jahr | Platz | Gewichtsklasse | Ergebnis                                                               |
| 1955 | 3.    | Halbschwer     | nach einer Punktniederlage im Halbfinale gegen Erich Schöppner, Witten |
| 1956 | 1.    | Halbschwer     | nach einem Punktsieg im Finale über Helmut Pfirrmann, Weinheim         |
| 1959 | 1.    | Schwer         | nach einem Punktsieg über Emil Herrmann, Recklinghausen                |

## Länderkämpfe
| Jahr | Ort               | Begegnung             | Gewichtsklasse | Ergebnis                                              |
| 1953 | Köln              | BRD gegen Frankreich  | Halbschwer     | Punktsieger über Gilbert Chapron                      |
| 1953 | Frankfurt am Main | BRD gegen England     | Halbschwer     | Punktsieger über Henry Cooper                         |
| 1954 | Karlsruhe         | BRD gegen Jugoslawien | Halbschwer     | unentschieden gegen Banda                             |
| 1955 | Düsseldorf        | BRD gegen USA         | Halbschwer     | Abbruch-Sieger 1. Runde über Horne                    |
| 1955 | Hamburg           | BRD gegen USA         | Halbschwer     | Punktsieger über Horne                                |
| 1956 | Kiel              | BRD gegen Irland      | Halbschwer     | Aufgabe-Sieger 2. Runde über Stewart                  |
| 1956 | Moskau            | UdSSR gegen BRD       | Halbschwer     | Abbruch-Niederlage 2. Runde gegen Romualdas Murauskas |
| 1956 | Würzburg          | BRD gegen Finnland    | Halbschwer     | KO-Niederlage 1. Runde gegen Aho                      |
| 1959 | Dortmund          | BRD gegen UdSSR       | Schwer         | Punktniederlage gegen Alexander Isossimow             |
| 1960 | Hamburg           | BRD gegen England     | Halbschwer     | Punktsieger über Ould                                 |
| 1960 | Nantes            | Frankreich gegen BRD  | Halbschwer     | Abbruch-Sieger 1. Runde über Begeot                   |
| 1960 | Sofia             | Bulgarien gegen BRD   | Halbschwer     | Punktsieger über Stankow                              |

Anm.: Halbschwergewicht bis 81 kg, Schwergewicht über 81 kg Körpergewicht